# Stagetillus opaciceps
Espèce

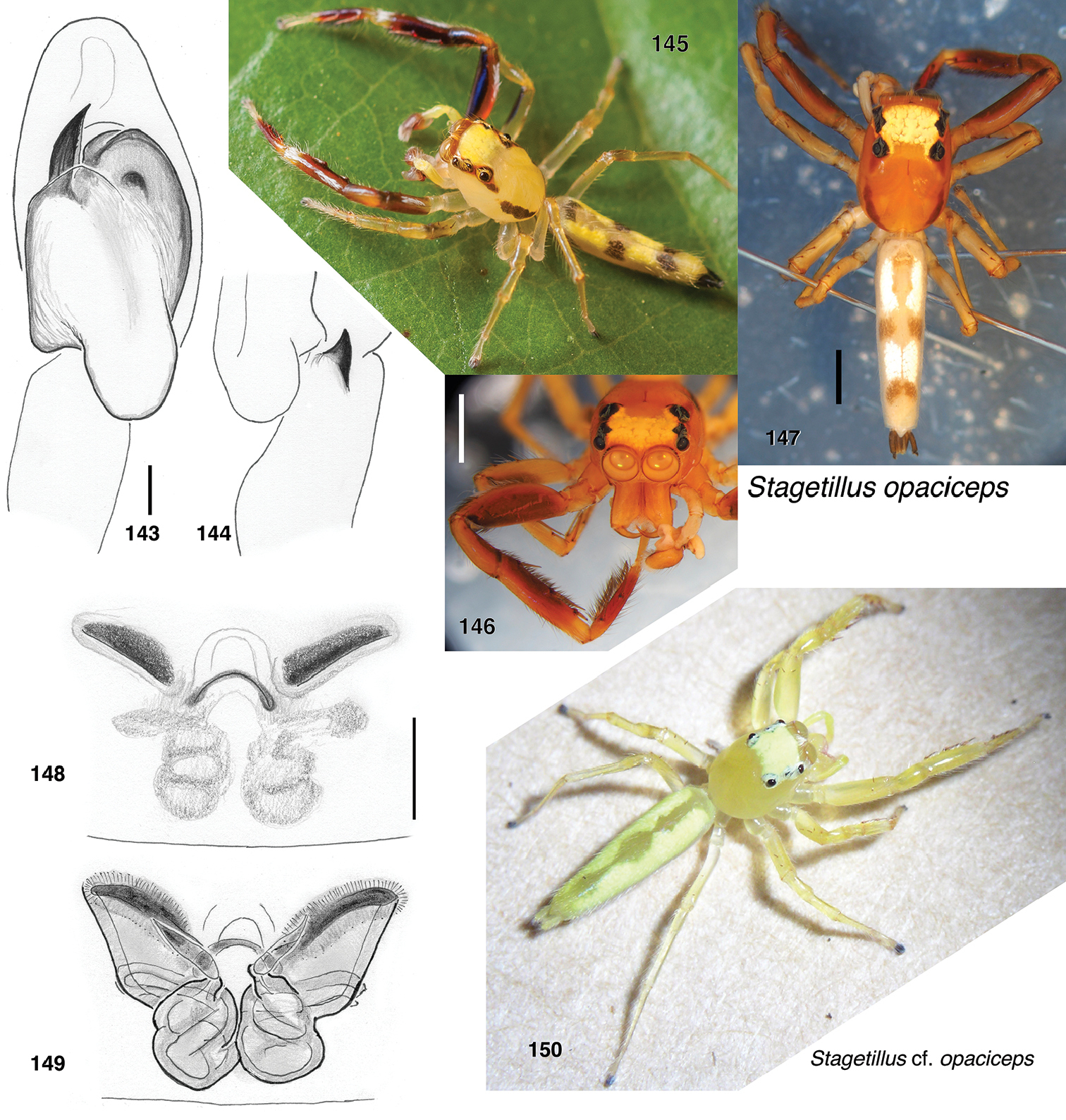
Stagetillus opaciceps

Stagetillus opaciceps est une espèce d'araignées aranéomorphes de la famille des Salticidae.

## Distribution
Cette espèce se rencontre en Malaisie péninsulaire et en Indonésie à Sumatra.

## Description
Le mâle holotype mesure 8 mm.

## Publication originale
- Simon, 1885 : « Arachnides recueillis par M. Weyers à Sumatra. Premier envoi. Annales de la Société Entomologique de Belgique, vol. 29, p. 30-39 (texte intégral).